# Paul Ulrich Villard
Paul Ulrich Villard (* 28. září 1860 – 13. ledna 1934) byl francouzský fyzik. Zkoumal účinky rentgenového záření. Objevil fotografický jev[zdroj?] (zv. Villardův), obrazy vytvořené rentgenovým zářením při osvětlení bílým světlem zeslabují. Zjistil, že některé záření není ovlivnitelné magnetickým polem. Ernest Rutherford v něm poznal elektromagnetické vlny a nazval je gamapaprsky.